# Copré
Die Copré (offiziell La Collective de Prévoyance - COPRE) mit Sitz in Carouge ist eine teilautonome Schweizer Pensionskasse für kleine und mittlere Unternehmen. Sie versichert als gemeinschaftliche Vorsorgeeinrichtung das Personal der ihr angeschlossenen Unternehmen im Rahmen der 2. Säule.
Die Stiftung wurde 1974 durch die Schweizerische Volksbank als Columna, Fondation communautaire de prévoyance professionnelle in Genf gegründet. Im Zuge der vollständigen Auflösung der Schweizerischen Volksbank in die Credit Suisse wurde die Vorsorgestiftung 1998 verselbständigt und in La Collective de Prévoyance - COPRE umbenannt. Sie tritt seither unter der Marke Copré am Markt auf. Per Ende 2008 waren ihr insgesamt 258 Unternehmen mit 4'874 Versicherte und 261 Rentenbezüger angeschlossen. Das verwaltete Vorsorgekapital belief sich auf 310 Millionen Schweizer Franken.

## Rechtsgrundlagen
Die gesetzlichen Grundlagen bilden das Bundesgesetz über die berufliche Alters-, Hinterlassenen- und Invalidenvorsorge (BVG), das Bundesgesetz über die Freizügigkeit in der beruflichen Alters-, Hinterlassenen- und Invalidenvorsorge sowie die dazugehörigen Verordnungen. Zu den Rechtsgrundlagen zählen zudem die verschiedenen Reglemente der Copré.

## Organisation
Oberstes Organ ist die paritätisch aus Arbeitgeber- und Arbeitnehmervertreter zusammengesetzte Delegiertenversammlung. Diese wählt den ebenfalls paritätisch zusammengesetzten, sechsköpfigen Stiftungsrat, der die oberste Leitung der Vorsorgestiftung ausübt. Das operative Tagesgeschäft wird von der dreiköpfigen Geschäftsleitung ausgeführt.